# Anton Eduard van Arkel (scheikundige)
Anton Eduard van Arkel ('s-Gravenzande, 19 november 1893 - Leiden, 14 maart 1976) was een Nederlands hoogleraar scheikunde.
Hij is voornamelijk bekend als de mede-uitvinder van het Van Arkel-de Boerproces, een opzuiveringsproces voor bepaalde metalen als titanium, zirkonium en hafnium.

## Loopbaan
Van Arkel begon in 1912 zijn studie in de medicijnen te Leiden, maar ging na een jaar naar Utrecht om scheikunde te studeren. Op 1 juli 1920 promoveerde hij op het proefschrift Uitvlokkingssnelheid van het Seleen Sol bij H.R. Kruyt.
Van Arkel was een korte periode (1920-1921) werkzaam als assistent van professor Storm van Leeuwen, hoogleraar in de farmacologie te Leiden, en werd in 1921 verbonden aan het NatLab van de N.V. Philips Gloeilampenfabriek in Eindhoven. In 1934 volgde zijn benoeming tot hoogleraar in de anorganische en fysische chemie te Leiden (als opvolger van Schreinemakers). In 1947 werd zijn leerstoel, tegelijk met de benoeming van zijn leerling Frits Böttcher tot hoogleraar in de fysische chemie, omgezet in een hoogleraarschap in de anorganische chemie, welke functie hij verder vervulde tot zijn emeritaat in 1964.
Van Arkels streven was het ingewikkelde verschijnselen-patroon van de anorganische chemie te ordenen en te begrijpen met behulp van zo eenvoudig mogelijke fysische principes. Kern daarvan was de elektro-statische benadering van de chemische binding in moleculen en kristallen en van de wisselwerking tussen (ook organisch) moleculen onderling. Deze benadering, gebaseerd op beschouwingen van fysici als Peter Debye en Walther Kossel, werd door Van Arkel tot leidend beginsel gemaakt van de oefening van vooral de anorganische chemie door hemzelf en zijn leerlingen over een zeer breed front. Het stelde hem in staat het bestaan en de eigenschappen van de grote variëteit van anorganische verbindingen in hun samenhang te begrijpen en te voorspellen. De lijn, die hij voor het overgrote gedeelte van anorganische verbindingen als belangrijk zag, was het aftasten van de grenzen van de elektrostatische benadering door de ionenbinding als primair te stellen bij de studie van de bouwprincipes. Van de dissertaties, die onder zijn leiding tot stand kwamen, was een groot aantal gewijd aan het opsporen en de studie van allerlei verbindingen, die in deze lijn pasten.
In dit kader past zijn voorstel om de elementen van groep 15 van het periodiek systeem (de stikstofgroep) voortaan de pnictogenen te noemen. Algemeen gebruikelijk is dit echter niet geworden in Nederland; de term is meer gangbaar in Duitsland en de Angelsaksische landen.
Van Arkel verrichtte een aantal oriënterende onderzoekingen aan het goud-sol, en werkte daar een methode uit voor de bereiding van het iso-disperse seleen-sol; hij gebruikte dit object voor een uitvoerige studie van de vlokkingskinetiek. Daarbij werd de vlokking als functie van de tijd, en met de variatie van de concentratie en het type van de vlokkende elektrolyten, door deeltjestellingen onder het ultramicroscoop gevolgd. De eerste vraag die Van Arkel in het Natuurkundig Laboratorium werd voorgelegd, was zich te verdiepen in de rekristallisatie van wolfraam. Hij werkte een methode uit voor de bereiding van zeer zuiver wolfraam: de dissociatie van de damp van wolfraam(IV)chloride aan een gloeiende kerndraad. Deze werkwijze werd algemeen bekend als de Van Arkel-methode en werd later toegepast voor allerlei andere stoffen. Een andere onderzoek dat Van Arkel verrichtte was naar het diëlektrisch gedrag van dipoolvloeistoffen. Dit leidde tot de empirische vergelijking van Van Arkel en Snoek (1932), met een uitbreiding van de bekende theorie van Debye door de introductie van een "wisselwerkingsterm". Verder deed hij onderzoek naar onder meer de toepasbaarheid van de elektrostatische benadering in de organische chemie, en wel vooral ten behoeve van de behandeling van intermoleculaire krachten in vloeistoffen. Een minder bekend gebied van onderzoek van Van Arkel betrof de plastische vervorming en rekristallisatie van metalen. Hij was de eerste, die in 1925, tegelijk met W.P. Davey van het General Electric laboratorium in de Verenigde Staten vaststelde dat sterk plastisch vervormde metalen in een Debye-Scherreropname verbrede diffractielijnen kunnen vertonen. Van Arkel schreef de verbreding toe aan inwendige spanningen in het vervormde metaal, waardoor roostergebiedjes met een wat vergrote en een wat verkleinde roosterconstante met elkaar afwisselden. Van Arkel kwam op het idee onderzoek over rekristallisatie aan metalen met een laag smeltpunt als aluminium, zink en tin uit te voeren. De resultaten werden in een serie van artikelen van Van Arkel en zijn medewerkers, in het bijzonder M.G. van Bruggen en J.J.A. Ploos van Amstel gepubliceerd (jaren twintig).
Van Arkel schreef onder meer Chemische binding als elektrostatisch verschijnsel (1930, samen met J.H. de Boer), Reine Metalle (1941) enz. Onder zijn leiding kwamen 40 dissertaties tot stand.
Op 28 mei 1964 kreeg A.E. van Arkel als eerste in de geschiedenis het erelidmaatschap van het Chemisch Dispuut Leiden toebedeeld voor zijn tomeloze inzet voor de scheikundestudenten in zijn tijd als staflid en professor aan de Universiteit Leiden.
In 's-Gravenzande werd de Professor van Arkelstraat naar hem genoemd.

## Prijs
Sinds 1990 reikt de KNCV iedere twee jaar de KNCV Van Arkelprijs uit aan een jonge chemicus die hoogstaand wetenschappelijk onderzoek op het gebied van de Anorganische en Fysische Chemie heeft verricht.